# ناتالیا (استان ماسوویان)
ناتالیا (به لاتین: Natalia) یک روستا در لهستان است که در گمینا گاروولین واقع شده‌است. ناتالیا ۱۸۰ نفر جمعیت دارد.